# 教养方式
教养方式是一项心理学概念，代表着父母在育儿过程中所使用的基本策略。很多人常把自己行為中好的一面給歸功於父母正確的教養，像是胡適就曾說「如果我學得了一絲一毫好脾氣，如果我學得了一點點待人接物的和氣，如果我能寬恕人，體諒人──我都得感謝我的慈母。」除此之外，中文語境中也有許多論及教養影響的說法，如「棒下出孝子」、「慈母多敗兒」以及「孟母三遷」的故事等等；此外，傳統的幼學啟蒙教材《三字經》中也有「養教，不父之過，教嚴，不師之惰」的說法；而北齊顏之推的《顏氏家訓》中，亦有論及教養的內容。
父母的教養方式，對子女的將來，無庸置疑地有重要的影響，研究支持教養會對子女的未來，造成強烈的影響，尤其負面的經驗更會對子女的發展造成影響。盡管茱蒂·哈里斯出版的《教養的迷思》一書認為，父母教養對子女發展沒有太大的影響，但一般學界的共識認為，先天與後天的因素，都對心理發展有影響，且在後天因素中，父母教養的影響是不容否認的。研究一般認為，不論其他先天與後天的因素，教養本身對子女將來的成就有20%至50%的影響。不論親生父母或領養父母，其教養對子女將來的福祉都有影響，雖然不同狀況的養子女，會因其先天因素之故，而出現不同的侵略性和心理健康狀況，但養父母對養子女展現愛與關懷，會減少養子女的未來和福祉出現負面結果的可能。另一篇研究也指出，養子女的身心狀況會受收養前的因素影響，但養父母對養子女展現特別多的愛與溫暖，對養子女的心理健康發展有正面幫助。對羅馬尼亞後共產時代孤兒的研究也顯示（共產黨統治時代，因為770法令之故，羅馬尼亞出生率大增，但也因此產生大量棄嬰被送到孤兒院），盡管相對於未曾被送進孤兒院的兒童，被送交領養的兒童各方面的發展依舊較慢，但被送交領養的孤兒，其語言、智商與社會情緒方面都出現改進，他們能出現安全依附，且情緒表達能力也有所進步。
教养的质量可比和孩子在一起的时间长度更为重要。举个例子，一位父亲/母亲可以和他/她的孩子一起待上一个下午，但父亲/母亲可能在做完全不同的事情且对孩子展示出了不足的关心。教养方式是父母如何对孩子作出回应与提出要求的表现方式。育儿实践特指行为，而教养方式则是指育儿实践的广泛方法。人们在讨论最好的育儿方式时有着不同的理論及观点，在投入的精力及时间方面更是如此。
孩子将在人生中经历不同的阶段，因此父母需要从一系列随着孩子长大并发展出自己的人格而变化的因素中建立起自己的教养方式。在婴儿阶段，父母尝试在养育和建立与婴儿的关系方面适应新的生活方式。发展心理学家区分孩童与父母的关系，这是其中一种理想化的依附，同时也将孩童与父母的关系称之为联系（bonding）。在青少年阶段，父母将遭遇新的挑战，如青少年寻求并渴望自由等。

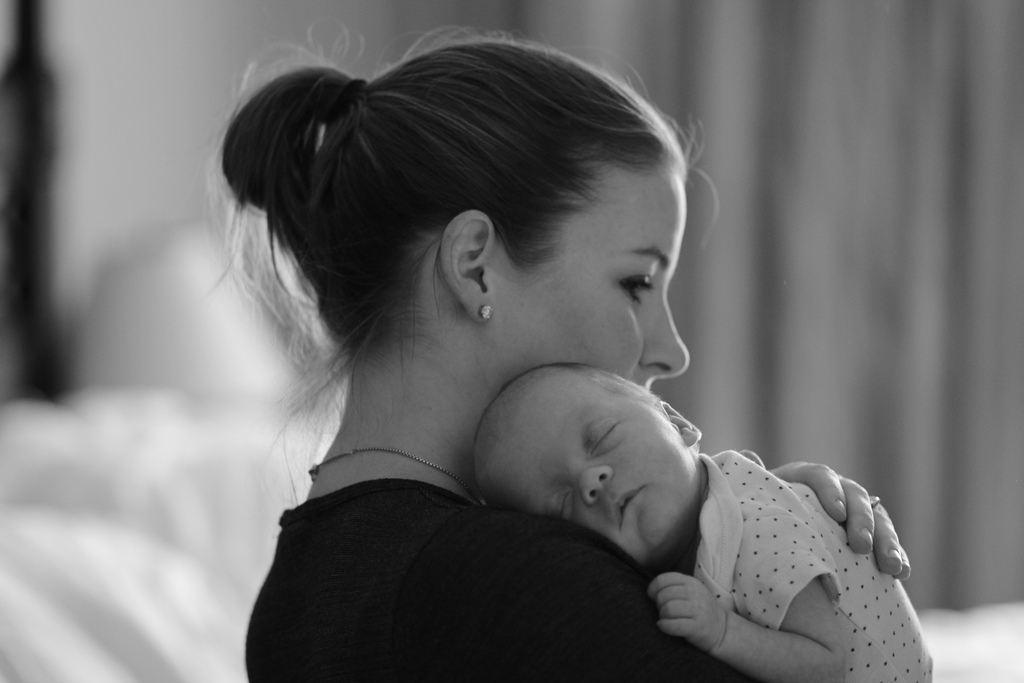
母亲抱着一个婴儿

一个孩子的气质及父母的文化模式对孩子所接受的教养方式有着影响。教养中孩子的教育的程度更是大众所争辩的对象。
早期对教养及孩童发展的研究表明，正确培养孩子的父母，即提供给孩子独立环境但又严格控制的父母，其孩子看起来有着更高的竞争力且有着充足与熟练的社交技巧。积极的教养方式将产生额外的发展技能，包括：与他人保持亲密的关系、独立自主等。20世纪80年代中期，学者开始探究到底特定一种教养方式是如何影响孩子的未来发展的。
所有的父母都有自己的教養方式，而對子女展現愛與關懷，和對子女嚴格管教和合理要求，彼此並不衝突，也就是說，愛的教育跟鐵的紀律彼此並不衝突，甚至就好的教養而言，兩者是要相輔相成的。事實上，黛安娜·鮑姆林德等一些學者主張，所有的教養方式，都可以愛與關懷的程度（響應性），以及對子女行為的要求和管教程度（絕對化要求與否），分成四種類型。而黛安娜·鮑姆林德的理論又被稱為鮑姆林德的教養類型學，其中同時展現愛與關懷以及嚴格要求的權威加民主式教育，被認為是最佳的教養方式。

## 与育儿实践的区别

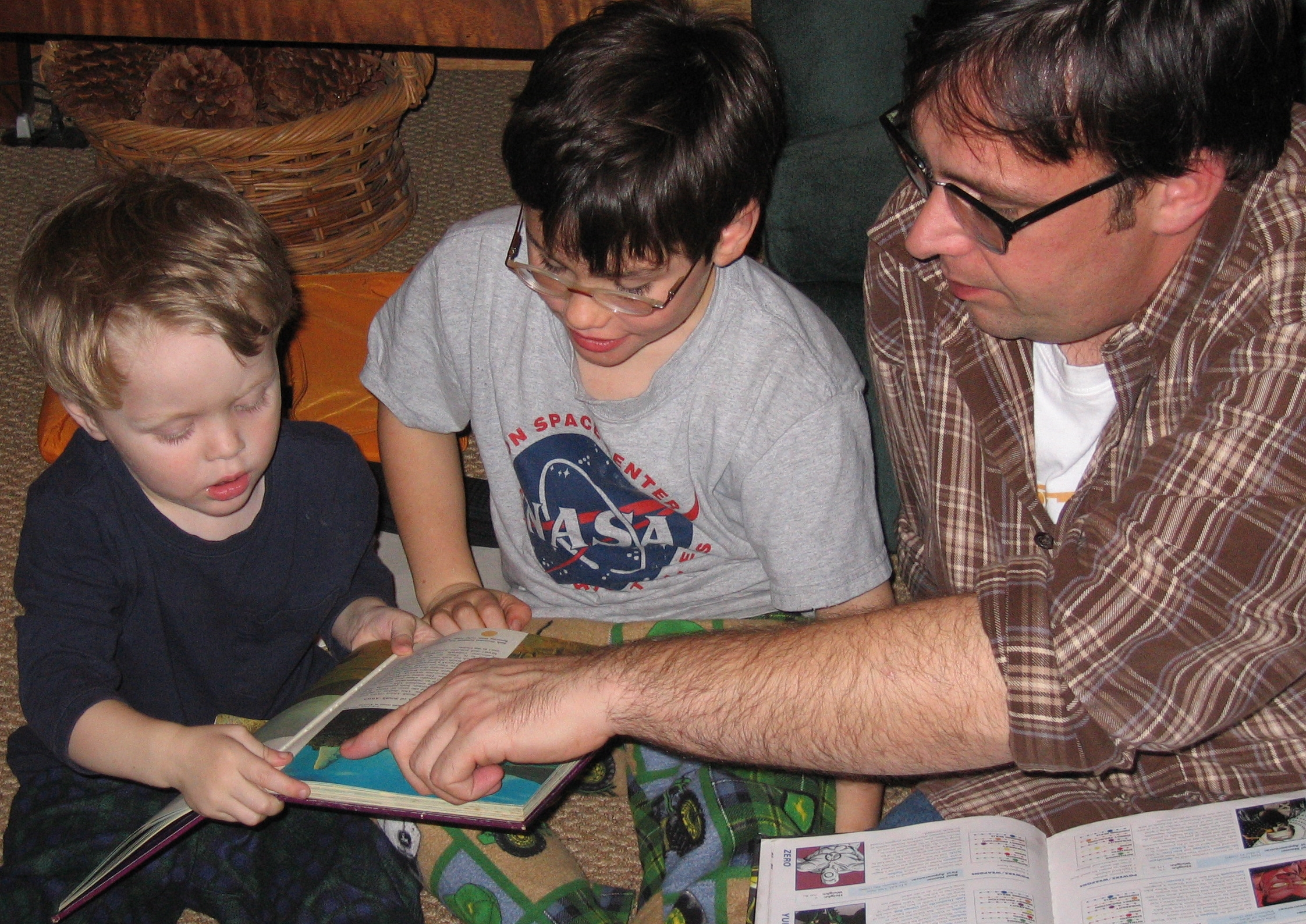
父亲与孩子正在读书

根据克里斯托弗·斯佩拉（Christopher Spera）于2005年及达令与斯滕伯格于1993年所做的文献综述所言，了解教研方式与育儿实践的区别是重要的：“育儿实践定义为父母用于与孩子进行社交的特定行为”而教养方式则是“父母养育孩子时的情绪气氛”。
人们将“孩子的结果与持续的养育行为”关联起来。但人们也将孩子的结果与其他因素所关联，包括:支持、参与、温暖、认可、控制、监视及严厉处罚。如父母支持、监视及划分严格界限等的育儿方式看似与高学业成绩、低行为问题及更好的精神健康所联系起来。这些成分无年龄限制且家长可在学前班阶段开始执行一直到大学。

## 育儿理论
17世纪初，两位哲学家分别撰写了两本对育儿有着广泛影响的著作。约翰·洛克于1693年出版的《教育漫话》以清教徒的教育基础为人所知。洛克强调经验对孩童发展的重要性，还建议先开发他们的锻炼习惯。1762年，法国哲学家让-雅克·卢梭发布了一本教育学卷宗——《爱弥儿》。他提议早期教育应更少来源于书本，而更多来源于孩童与世界的互动。这两本中，卢梭与缓慢养育的概念更加一致，洛克的概念则更贴近于协作培养。

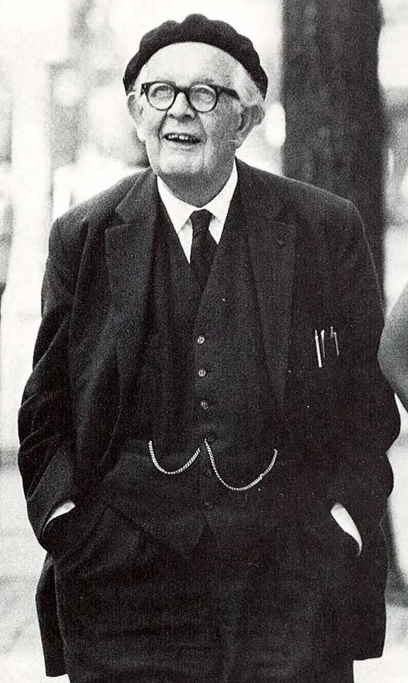
讓·皮亞傑

讓·皮亞傑的认知发展理论描述了孩子是如何表现并推断世界的。这是一个包含感觉运动阶段（Sensorimotor stage）、前运算阶段（Preoperational stage）、具体运思阶段（Concrete operational stage）和形式运算阶段（Formal operational stage）的发展阶段理论。皮亚杰是孩童发展领域的先驱，对父母、教育家和其他理论学家造成了持续影响。
爱利克·埃里克森是一位发展心理学家，他提出了每个人一生必须发展的八个生命阶段。为了前往下个阶段，个人必须解决一项"危機"（Crisis），即必须要解决一次人生中进退两难的局面。在每个阶段，他们必须了解并平衡两股冲突的势力，所以父母可能会选择一系列在不同阶段恰当的教养方式。埃里克森所提出的八个阶段中的前五个都发生在孩童时期：心存希望这一优点需要平衡信任与不信任，通常这种情况将发生在刚出生到1岁之间。意志需要在2到3岁的时候将主动与内疚所平衡起来。目的需要在4到6岁之间平衡勤奋与羞愧。能力需要在7至12岁间平衡勤奋与自卑。忠诚则需要在13到19岁间平衡身份与角色混乱。剩余的德性则是爱、关怀、与智慧。
鲁道夫·德雷克斯相信前青少年期孩童的品行不端是由他们无法满足成为社会群体的成员所导致的。他声称青少年随后将会表现按顺序表现出四个错误的目标：首先他们会寻求关注。若他们没有得到，他们就会渴望能力，随后则是复仇并最终感到不足。此理论除用于养育之外同样用于教育中，形成了可评估的管理不当行为理论。家长同样需要使用其他育儿技巧以鼓励孩子的学习与幸福。他强调建立起采用周期性家庭会议且避免惩罚的民主家庭风格的重要性。他支持“逻辑与自然结果”。即教授孩子要承担责任且理解正确行为与不当行为所应受到的自然结果。
弗兰克·富里迪是一位对育儿及家庭有着浓厚兴趣的社会学家。相比其他人而言，他相信父母的行为有着较小的决定性。他提出了婴儿决定论（infant determinism），即婴儿阶段所发生的一切对人的一生具有决定性作用，并声称缺少或没有支持这一事实的证据。当商业、政府及其他领域尝试引导父母为孩子做出更多、关心更多的时，他却相信孩童可以在几乎所有环境下茁壮成长。富里迪援引圣路易斯的华盛顿大学的史蒂夫·彼得森（Steve Petersen）的一句话：“发展确实想要发生。仅有极度穷困的环境才能干预发展···（仅仅）不要把你的孩子关在衣柜里养，使他们饥饿或用煎锅砸在他们的脑袋上（就已足夠）”
。相似的，记者提姆·吉尔在他的《无畏无惧》中表达出了父母及那些对孩子有责任的人对风险的过度担心。.这种厌恶限制了孩子发展充足的成人技能的机会，特别是在处理危机方面，但同样也在充满冒险且富有想象力的活动方面得到体现。
1998年，独立学者茱蒂·哈里斯出版了《教養的迷思》一書。书中，她称科学证据，特别是行为遗传学，表明在缺乏严重的虐童或忽视儿童情况下，所有不同种类的教养方式对孩子的发展都没有深远影响。他提出两种效果的主要观点：基因效果和由孩子所参与的同儕團體介入的社交效果。所有育儿方式的所谓效果都是由遗传、文化影响、孩子自己对父母的教育方式的影响所导致的幻觉。然而，學界批判說哈里斯將「父母教養影響沒之前想的那麼重要」的說法，給誇大成「父母教養不重要」，換句話說，學界對父母教養的共識是教養依舊很重要，只是沒有過去想的那麼重要。
此外，更近期的研究顯示，父母教養確實有影響，也就是說，即使父母不該過度操心教養問題，也不代表父母可以忽略教養；不僅如此，研究指出，即使是領養的，養父母的教養，對養子女的將來也可能有影響。一些研究指出，不僅親生父母對子女能產生影響，養父母的愛與關懷，一樣可對養子女造成正面影響。近期也有研究指出家長能在子女人格特質之外，獨立地對子女造成長期的影響。

### 鲍姆林德的教养类型学
戴安娜·鲍姆林德是一位着重研究教养方式分类的学者。她的研究被熟知为“鲍姆林德的教养类型学”。在研究中，她发现共有四种基本元素可构成成功的教养方式：响应性、非响应性、绝对化要求与非绝对化要求（responsiveness vs. unresponsiveness and demanding vs. undemanding）。父母响应性质父母以支持于接受的方式相应孩子的需求。通过她的研究，鲍姆林德起初提出了三种教养方式：“專制式教養方式”、“放任式教養方式”与“權威加民主式教養方式”。 麦科比与马丁通过区分绝对化要求与非绝对化要求扩展了鲍姆林德的教养方式。这些区分形成了四种全新的教养方式：
| 麦科比与马丁的四种教养方式 鲍姆林德的三种教养方式 | 麦科比与马丁的四种教养方式 鲍姆林德的三种教养方式 | 麦科比与马丁的四种教养方式 鲍姆林德的三种教养方式 |
|                                                   | 绝对化要求                                        | 非绝对化要求                                      |
| ------------------------------------------------- | ------------------------------------------------- | ------------------------------------------------- |
| 回應                                              | 權威加民主/传播式                                 | 溺爱式 (放任)                                     |
| 非回應                                            | 專制/极权主义式                                   | 忽略式                                            |

鲍姆林德相信父母既不应该体罚孩子或对孩子冷漠。相反，他们应该为孩子制定规则并孩子充满慈爱。这些教养方式是用于描述育儿中的正常变化，而非用来描述如虐童家庭中的异常变化。除此之外，育儿压力经常会导致父母行为的改变，如互相矛盾、增多负面交流、减少对孩子的监管、设置行为的模糊规则或限制、变得更易反应父母行为但变得更不主动和参与规则渐渐严格的行为。

#### 三种方式

##### 權威加民主式
父母能提出绝对化要求并做出响应。換句話說，就是愛的教育跟鐵的紀律並行的教育方式。当父母系统化开发出此风格时，就會逐漸地合乎传播育儿（propagative parenting）与协作培养等概念的描述。
權威加民主父母的一大特征是使用以孩子为中心的教育方式且对孩子的心理成熟具有很高期望。这种父母可理解孩子的感受并教授孩子如何调节他们的感受。虽然家长很希望孩子心理成熟，但他们通常会宽恕孩子可能的缺点。他们经常会帮助孩子找到合适的方法解决问题。权威加民主的父母鼓励孩子独立但仍对他们的行为做出部分限制。父母不拒绝广泛的口头意见交换，并且他们会尝试温暖并照顾孩子。權威加民主父母通常不像专制父母一样控制孩子，而是让孩子自由的探索、让孩子基于自己的理由作出判断。通常情况下，權威加民主父母所养育的孩子是独立且能自力更生的。大体而言，父母若积极回应孩子，且对孩子提出较高要求的情况下会使用权威性教养方式。
權威加民主的父母会为孩子设立标杆并不断检查孩子的完成进度，同时还会让孩子学会自主发展。这种类型的父母期望孩子变得成熟、独立并在正确的年龄做出正确的事情。若孩子做出不当行为，父母会根据比例原则评估其行为并进行惩罚，而不会赏罚不明。孩子的行为通常不会被父母惩罚，但会被父母探讨其行为的后果让孩子了解到哪些行为是不正当且不应再犯的。权威加民主的父母通常会对孩子做出限制，并要求孩子变得成熟。在惩罚孩子的时候，父母会向孩子解释其惩罚的动机。相比之下，孩子更有可能对父母合乎情理的惩罚作出回应。因为权威加民主的父母打造了相对理性的环境，所以其子女在充满爱的环境下茁壮成长，孩子会变得慷慨且能自食其力，因此其更有可能在未来生活中取得成功。

##### 专制式
父母提出绝对化要求但不做出响应。
专制教养是一种约束性、重刑罚的教养方式。对孩子使用此种教养方式的父母会让其子女强制服从其指令，但不对其指令做出解释或反馈，也不注意孩子和家庭的感觉或地位。专制型父母通常会偏好体罚（如打屁股）和叫喊的管教方式。此教养方式的目标（出于好意的情况下）是通过让孩子在作出不当行为的时候面对负面反馈（如愤怒和攻击性行为）来让孩子在严酷、无情的社会中像大人一样学会循规守矩、茁壮成长。除此之外，这种教养方式的支持者通常认为若父母对孩子施加急性和慢性压力，则孩子长大后就会受到较少的攻击性行为。
专制教养方式对孩子会造成以下几种独特的效果：
- 在此种教养方式长大下的孩子可能会未与人接，因为父母通常会告诉孩子该做什么，而不允许孩子自己做出选择。故孩子在短期的发展过程中会展现出优异成绩，但随着父母直接管控的减少其子女就会开始走下坡路。[45]
- 由专制型父母养育的孩子倾向于变得墨守成规、唯命是从、安安静且郁郁寡欢。[46]这种孩子通常会生活在抑郁和自责的阴影下。[46]

- 部分专制型父母养育的孩子的行为可能会持续到成年期。
- 对专制环境感到愤恨的孩子会对其行为逐渐变得高度自信，并在青少年期/成年期早期叛逆。
- 经历愤怒与仇恨的孩子也会被抑制自我效能感并对自己高度自责，同时会做出逃避现实的行为（包括但不限于物质滥用）且有较高的自杀风险。

- 专制教养方法的特定方面在某些文化和民族中较为流行，如被亚裔美国家庭所使用并被其他文化中的父母模仿的亚洲传统育儿方式有时会被描述为专制。[39]虽然这种方式存在恶劣结果的风险（如家里蹲和印度（英语：Suicide in India）、中国、韩国自杀率上升和一类的亚洲文化现象），但也可能导致了比鲍姆林德的模型的预测结果更高的儿童成绩中位数结果。[來源請求]奎弗满尔（英语：Quiverfull）式父母通常使用专制式教养方式。[來源請求]此外，雖然已知專制式教養會帶來負面影響，但有理由認為，專制式教養的結果還是會好過溺愛。像例如一項2014年楊百翰大學的研究指出，溺愛子女的父母，其子女酗酒風險是一般狀況下的三倍；而雖然專制的父母，其子女酗酒的風險也比較高，但僅為一般狀況下的兩倍。[47]

##### 溺爱式或忽略式
父母做出响应但不提出绝对化要求。
溺爱式教养方式，又名忽略式（permissive）、非指示式（non-directive）、宽松式（lenient）或自由式（libertarian）教养方式，是对孩子行为期望较少的教养方式。“溺爱式教养方式是一种父母与孩子存在亲密关系，但对其提出较少的要求或作出较少管控的教养方式。”父母栽培孩子、接受孩子的行为并对孩子的需求与希望作出反馈。溺爱式父母不要求孩子控制自己或做出适当行为。长大后，溺爱式父母的孩子将不太会注意避免攻击他人的行为。
溺愛跟專制對子女都有負面影響，但溺愛式教養對子女的負面影響，甚至超過專制式教養。一項2014年楊百翰大學的研究指出，溺愛子女的父母，其子女酗酒風險是一般狀況下的三倍；而雖然專制的父母，其子女酗酒的風險也比較高，但僅為一般狀況下的兩倍。
忽略式父母会尝试成为孩子的“朋友”而不扮演父母的角色。这种父母对孩子的期望十分低下，也无多少对孩子的训导。忽略式父母同样允许孩子自己做出决定，并像朋友一般给出自己的建议。这种类型的教养方式十分松懈，惩罚与规矩也极少。忽略式父母同样倾向于对孩子所提出的要求及希望有求必应，同时期望孩子对他们迁就式的处事风格感激。其他的忽略式父母会根据自己在童年缺失的东西在自己的孩子身上作出补偿，因此会向其子女提供父母在童年中缺少的自由与物质。鲍姆林德对在忽略式父母养育的学前儿童进行了研究，结果发现这些孩子通常都不成熟、无法控制冲动且无责任感。
忽略式父母的孩子倾向变得易冲动，成年后可能会有药物滥用一类的不良行为。桑特洛克称：“孩子不会控制其行为且希望一切顺其心意。”但在较好的情况中，他们会较为情绪稳定、独立自主并学会接受失败。孩子将会快速成熟且自主生活。

#### 对孩子的影响
雖然先天因素以及父母教養之外的環境因素對兒童發展都有影響，且其中先天因素的影響很重要，像例如說分開養大的同卵雙胞胎的人格特質，常常遠比隨機選定的兩個陌生人還來得更相似，而多數對領養兄弟姊妹的研究都顯示領養兄弟姊妹在人格特質方面的相似度不超過隨機選擇定的陌生人；但學界共識認為父母教養有影響，而諸如朱迪斯·里奇·哈里斯在1998年出版的《教養的迷思》一書中主張的「父母教養不重要」的說法，被認為是種誇大的說法。
英语国家中的大多数研究表明权威加民主式的父母的孩子在大多数领域（行为、心理和社会适应等方面）都较为出色。但对于亚裔人口，研究表明专制式教育方式和权威加民主式方式一样好。另一方面，部分研究表明在西班牙、葡萄牙和巴西，人们倾向于使用溺爱式教养方式，但这些研究的方法存在争议。最近对西班牙的研究表明（使用与其他国家相同的问卷），权威加民主式的教养方式依然是不二之选。
一项2014年来自楊百翰大學的研究表明：
- 最不会酗酒的青少年其父母在责任和热切方面得分较高。
- 在责任方面得分较低，但在热切方面得分较高的“纵容式”父母几乎将孩子酗酒的风险翻了三倍。
- “严厉式”父母或专制式父母（在责任方面得分较高，但在热切方面得分较低）将孩子酗酒的风险翻了两倍多。[47]

總地而言，至少在酗酒行為方面，溺爱式教養對子女的負面影響最大，但過於嚴厲專制的父母其教養方式對子女也有顯著的負面影響。
就教養對領養兒童的影響方面，一些研究指出，就如一般父母對子女的教養會對子女的將來和福祉造成影響一般，養父母對養子女的教養，也一樣會對養子女的將來和福祉造成影響。像例如Duoblebee在2015年的研究指出，雖然不同狀況的養子女，會因其先天因素之故，而出現不同的侵略性和心理健康狀況，但養父母對養子女展現愛與關懷，會減少養子女的未來和福祉出現負面結果的可能；而Paine在2021年出版的研究，其結果與此類似，Paine的研究顯示，養子女的身心狀況會受收養前的因素影響，但養父母對養子女展現特別多的愛與溫暖，對養子女的心理健康發展有正面幫助。對羅馬尼亞後共產時代孤兒的研究也顯示，盡管相對於未曾被送進孤兒院的兒童，曾被送進孤兒院的兒童各方面的發展依舊較慢，但被送交領養的孤兒，其語言、智商與社會情緒方面都出現改進，他們能出現安全依附，且情緒表達能力也有所進步。

### 其他教养方式
一些其他被人提出的教養方式如下：
亲密育儿法围绕心理依附理论形成的教养方式。心理学中的依恋被定义为“人与人之间持久的情感纽带”。心理学中共有四种主要的依恋类型：安全型、不安全焦虑型、不安全回避型，和不安全紊乱型。
面向孩子的育儿法（Child-centered parenting）布莱斯（Blythe）和戴维·丹尼尔（David Daniel）倡导的育儿方式，着重于孩子的真实需要与独特人格。
积极育儿法（Positive parenting）基本与权威型教养方式重叠的育儿方式，其定义为在各个发展阶段中提供持续支持与引导。
协作培养是一种特定种类的积极育儿法，父母尝试通过课外活动（如音乐课程、体育/竞技课和辅导班）培养孩子的天赋。
自恋育儿法自恋型父母自恋或自戀型人格疾患影响的亲本。通常自恋型父母会排他地、占有式亲近其子女，并会对孩子的渐渐独立感到羡慕或威胁。结果可能形成自恋型依恋，导致孩子仅为父母的福祉生存。
抚育育儿法希望孩子在父母的庇护下对外界进行探索的家庭模型。
过度育儿（Overparenting）父母尝试渗透进孩子生活的每分每秒，通常还尝试解决孩子的所有问题并扼杀孩子独立自主解决问题的能力。直升機父母是21世纪口语指对孩子经历的事情和问题极其关系的父母，同时他们还会尝试为孩子清扫一切难题，特别是在教育机构中。直升机父母，正如其名，就像直升机一样严密地盘旋在孩子的头顶，在独立和自足对未来至关重要的青少年晚期和成年早期更是如此。现代通信技术通过让父母通过手机、电子邮件和在线查看成绩的方式增进了这种育儿方式。
无情控制法（Affectionless control）这种育儿方式将缺少热切和照顾（低亲代抚育）和过度控制（如父母批评、闯入）相结合。这种育儿方式与孩子的焦虑、功能失调性态度和低自尊相关，尽管这种方法可能不完全是造成这些态度的原因。有证据表明父母的无情控制与自杀行为存在关联。
缓慢育儿法鼓励父母减少计划孩子的前程，反之要让孩子享受童年并让其自己探索世界。父母限制孩子电子设备的使用，取而代之的是特别简单的玩具；孩子被允许发展出自己的兴趣爱好，并在大量的家人相处的时间中发展出自己的独立人格，父母以此让孩子做出自己的决定。
闲置育儿法是一种特定类型的缓慢育儿法，孩子可在大多数时间内自己照顾自己，而父母也会因此感到开心。
不良育儿法（Toxic parenting）教导不善的育儿方式，通常父母和孩子间的存在不良关系。这种育儿方式导致了孩子完全无法认识自己、自尊心降低并忽略了孩子的需要。有时使用不良育儿法的父母还有虐待行为。在这种育儿方式下长大的人大多数无法认识到自己存在不良育儿行为，同时还会将自己在童年时代受到的伤害施加于自己的孩子上。
海豚育儿法（Dolphin parenting）精神病专家希米·康（Shimi Kang）和快乐问题研究专家肖恩·阿乔尔所使用的术语，用来表示与海豚天性（爱嬉戏、爱社交、聪慧）相似的育儿方法。此育儿方法通常与“老虎”育儿法进行对比。据康称，海豚育儿法在老虎育儿法的严格管教和“水母父母”（Jellyfish parents）的缺少规则与期望间达成了平衡。使用海豚育儿法的父母会避免孩子进行超负荷运转活动、避免对孩子的过度保护并在为孩子设立行为和学术的期望时带入自己的想法和目标。
“少数民族”教养方式此术语由美国人根据专制型育儿方法创造出来，用于代指对孩子有极高的学术期望的亚洲式教养方式。其与严厉的专制育儿法不同，“少数民族”教养方式对孩子的需求几乎有求必应，但因设立了极高的要求且不将孩子的需求视为重中之重而与权威型教养方式区分开来。这种教养方式鼓励高绝对化要求、高响应性以使孩子达成高学术表现。

## 文化间差异
教养方式的理论几乎都根据高收入国家（特别是美国）中的证据提出。但这些理论中通常在高收入国家和低收入国家之间存在根本差异，即可能意味着在不同的环境中的相同教养方式对孩子可能有不同的影响。举个例子，在撒哈拉沙漠以南的非洲孩子更有可能有多于一名的主要监护人、在多语言环境中习得不同语言并在年龄不同的人群中游玩。有证据表明文化差异主要表现在孩子如何应对教养方式上。这一点特别体现在现在对体罚的持续讨论中，有些学者表明在体罚较符合文化规范的民族或国家中这是危害较小的，比如在多个流行体罚的低收入国家中。兰斯福德等人的研究（2004）表明跟非裔美籍青少年相比，欧洲裔美籍青少年更易受严厉的家教，因为其存在更多的外化行为（Externalising behaviours）。解决这些问题在评估文化间和不同收入的国家间的教育干预可转移性以改进孩子发展和健康结果中极为重要。

## 性别差异
父亲和母亲倾向于根据孩子的性别选择不同的教养方法。研究表明父亲可根据其教育方法影响女儿的情绪适应，而使用惩罚手段则无法做到。同样，父親和母亲倾向对女儿使用权威式管教，而对儿子更倾向于使用专制型管教。
相似的是，母亲可能会在管教女儿时使用权威型教养方式。同样，虽然母亲会花费更长时间与其女儿理论，但母亲更宠爱儿子。

## 另请参阅
- 機能不全家族
- 照管不良（英语：Neglect）
- 教養
- 幼儿教育资源（英语：Resources for Infant Education）（RIE）
- 港孩
- 虎妈战歌